# Генриетта Мария Французская
Генрие́тта Мари́я Францу́зская (англ. Henrietta Maria of France; 25/26 ноября 1609 года, Париж — 10 сентября 1669 года, Коломб) — младшая дочь французского короля Генриха IV; королева Англии, Шотландии и Ирландии, супруга короля Карла I и мать двух английских королей.
Генриетта Мария и король Карл I поженились 13 июня 1625 года во время короткого периода смены происпанской политики на профранцузскую политику в Англии. После первоначально сложного периода между супругами установились очень близкие отношения. Несмотря на любовь супруга, Генриетте Марии так и не удалось до конца освоиться в английском обществе, а её религиозная принадлежность, из-за которой она не смогла короноваться, считалась потенциально опасной. Всё это сделало королеву весьма непопулярной.
В 1640-х годах в королевствах Англии, Шотландии и Ирландии произошла серия конфликтов, которые стали известны как Английская революция и Войны трёх королевств; внутри Англии конфликт был сосредоточен вокруг роялистов и членов Парламента. Будучи королевой, Генриетта Мария оказалась втянутой в конфликт, окончившийся смертью её мужа и ссылкой королевской семьи во Францию. После того, как её старший сын Карл был возведён на престол, Генриетта Мария вернулась в Англию, но вскоре заболела и вынуждена была вернуться в Париж, где скончалась четыре года спустя.

## Детство
Генриетта Мария родилась в Луврском дворце 25 или 26 ноября 1609 года и стала младшим ребёнком из шести детей короля Франции Генриха IV и его второй жены Марии Медичи. Принцесса, названная в честь обоих родителей, воспитывалась в католичестве и с рождения носила титул «дочь Франции» (фр. Fille de France). Отец Генриетты Марии был убит католическим фанатиком Франсуа Равальяком в Париже 14 мая 1610 года, когда девочке не было и полугода. Королём Франции стал восьмилетний брат принцессы Людовик XIII, чья коронация 17 октября стала одним из первых публичных появлений маленькой принцессы.
Большую часть детства Генриетта Мария провела в Блуа и Фонтенбло, находясь на попечении своей гувернантки, мадам де Монглат. В семье маленькую принцессу называли маленькая мадам (фр. petite Madame). В детстве Генриетта Мария была особенно близка со своим братом Гастоном, который был всего на год старше принцессы. Несмотря на то, что принцесса обучалась чтению и письму, эти её навыки были весьма посредственными; кроме того, Генриетта Мария находилась под сильным влиянием кармелитов, обитавших при французском дворе и обучавших принцессу.
После того, как в 1619 году старшая сестра принцессы, Кристина Мария, вышла замуж за герцога Савойского, Генриетта Мария получила титул «мадам Руаяль» (фр. Madame Royale) — титул, который традиционно носила старшая из незамужних дочерей французского монарха. Вместе со своими сёстрами Генриетта Мария обучалась танцам, пению и езде на лошадях, а также участвовала в придворных постановках. К 1622 году принцесса проживала в Париже и имела собственный небольшой двор, состоявший из двух сотен придворных и слуг; в этот же период Мария Медичи стала подыскивать жениха младшей дочери.

## Королева

### Брак
Первая встреча Генриетты Марии с будущим мужем состоялась в 1623 году в Париже, где Карл, на тот момент принц Уэльский, был проездом: вместе с герцогом Бекингемом он направлялся в Испанию, где собирался обсудить возможный брак с инфантой Марией Анной. Путешествие в Испанию оказалось неудачным: король Филипп IV потребовал, чтобы Карл перешёл в католичество и в течение года после свадьбы оставался в Испании, что сам Карл счёл неприемлемым. Английская делегация вернулась домой в октябре 1623 года. Продолжая поиски невесты, Карл обратил свой взор на Францию. Английский агент Кенсингтон был отправлен в Париж в феврале 1624 года; вскоре Джеймсу Хею и Генри Ричу удалось достигнуть окончательной договорённости о браке.
Генриетте Марии на тот момент было всего пятнадцать лет, хотя это не было чем-то необычным для того времени. Описания внешности будущей королевы различны; так, племянница Карла София писала, что «прекрасные портреты ван Дейка дали [ей] представление о том, что все женщины Англии прекрасны; и как же [она] была удивлена, увидев в красивой худощавой королеве [с картины] женщину не первой молодости. У неё были длинные тощие руки, неровные плечи, а некоторые зубы торчали изо рта словно бивни». Тем не менее, Генриетта Мария действительно обладала красивыми глазами, прекрасным носом и хорошим цветом лица.
Брак по доверенности был заключён 11 мая 1625 года в соборе Парижской Богоматери, вскоре после того, как Карл унаследовал трон; другая церемония состоялась в аббатстве Святого Августина в Кентербери 13 июня того же года. За несколько дней до этого новая королева прибыла в Англию с пышным эскортом, богатым приданым и дорогими свадебными подарками. 2 февраля 1626 года Карл I был коронован в Вестминстерском аббатстве; Генриетта Мария не смогла короноваться вместе с мужем: она отказалась от англиканского обряда и предложила в качестве замены коронацию французским католическим епископом Мендесом, однако такой вариант оказался неприемлемым для Карла и английского двора в целом. Королеве было разрешено наблюдать за коронацией супруга, но на значительном расстоянии. В народе отсутствие коронации Генриетты Марии было встречено отрицательно, что, вкупе с другими факторами, привело к смене профранцузской политики на политику поддержки гугенотов, уходу из европейской политики и нарастанию внутренней напряжённости в стране.
Королеве так до конца и не удалось ассимилироваться в английском обществе; она не говорила на английском до замужества и к концу 1640-х годов у неё всё ещё возникали сложности с письмом и устным общением на этом языке. Это, в сочетании с её католическими убеждениями, которые считались потенциально опасными в английском обществе того времени, привело к непопулярности королевы. Генриетту Марию часто критиковали и считали «по своей природе аполитичной, малообразованной и легкомысленной»; вместе с тем, некоторые члены общества отмечали, что она оказывает определённое влияние на власть, являясь благочестивой и женственной дамой и покровительницей искусств.

### Католицизм и двор королевы
Генриетта Мария придерживалась строгих католических взглядов, которые оказали сильное влияние на весь период её пребывания в статусе королевы; особенно это заметно было в первые годы брака. Карл I предпочитал называть супругу просто Марией; в то же время в народе она была известна как королева Мария с намёком на бабку короля, шотландскую королеву Марию Стюарт, которая также была католичкой. Генриетта Мария была весьма открытой в своих религиозных убеждениях, а в некоторых из них даже «грубой» и «непримиримой»; королева препятствовала плану по насильственному изъятию под опеку старших сыновей из католических семей с целью воспитания их в протестантизме и тем самым способствовала заключению католических браков, что в соответствии с Английским правом в то время расценивалось как уголовное преступление. Королева также посещала сакральные места, где католики проливали кровь за свою веру. В июле 1626 года Генриетта Мария прекратила молиться за католиков, умерших на тайбернском дереве, после его посещения, что вызвало недоумение в среде английских католиков, поскольку в 1620-х годах их по прежнему казнили за их веру, ярой приверженкой которой была королева. В 1622 году, вероятно под влиянием королевы, в католичество обратились мать и жена герцога Бекингема. Позднее Генриетта Мария безуспешно пыталась обратить в католичество своего племянника-кальвиниста Руперта Пфальцского, который некоторое время пребывал в Англии.
Карл I считал, что начало его брака с Генриеттой Марией было неудачным именно из-за французского антуража. Избавиться от французского эскорта жены, состоявшего сплошь из католиков, Карлу удалось только 26 июня 1626 года. Генриетта Мария была расстроена, а часть членов её свиты, в том числе и епископ Мендес, отказалась покидать двор, ссылаясь на приказ французского короля, и королю пришлось прибегнуть к физической силе. Несмотря на приказ мужа, Генриетте Марии удалось оставить при себе семерых придворных, среди которых был её исповедник Роберт Филлип.
Выдворение французских придворных жены было связано и с огромными тратами королевы, которые таким образом Карл I взял под свой контроль. Генриетта Мария тратила огромные суммы с бешеной скоростью, в результате чего она оказалась в долгах, которые король выплачивал следующие несколько лет. Первым казначеем королевы стал Жан Каю, затем этот пост занял Джордж Кэрью, а в 1629 году — Ричард Вайнн. Даже после реформы двора королевы расходы продолжали оставаться на высоком уровне; несмотря на многочисленные подарки короля, Генриетта Мария тайно брала деньги в 1627 году, а счета королевы показывают покупку огромного количества дорогих платьев в предвоенные годы.
В течение следующих нескольких лет королева обзавелась новым кругом придворных. Генри Джермин стал её фаворитом и вице-камергером в 1628 году. Графиня Денби, младшая сестра Бекингема, стала дамой опочивальни и конфиденткой королевы. Королева приобрела нескольких придворных карликов, среди которых самыми известными были Джеффри Хадсон и «маленькая Сара». В 1630 году Генриетте Марии во временное владение были переданы Сомерсет-хаус, Гринвичский дворец, Отлендский дворец, Ричмондский дворец и Холденби-хаус, которые в случае смерти Карла I переходили в пожизненное пользование его вдовы; в 1639 году Карл также приобрёл в качестве подарка жене Уимблдон-хаус. Генриетта Мария также владела зверинцем, в котором обитали собаки, обезьяны и птицы в клетках.

### Отношения с королём
Отношения с королём сразу после свадьбы у Генриетты Марии не складывались: Карл, увлечённый своим фаворитом Бекингемом, общался с супругой холодно и исключительно по делу; присутствие при дворе многочисленных французских придворных королевы и её неприязнь к фавориту мужа не улучшали ситуацию.
В первые месяцы замужества Генриетты Марии её ближайшей компаньонкой была Люси Хей, жена Джеймса Хея, который участвовал в организации брака Карла и Генриетты Марии. Люси, которая в 1626 году стала дамой опочивальни королевы, была убеждённой протестанткой, известной своей красотой и яркой индивидуальностью. Многие придворные считали её любовницей Бекингема, о чём Генриетта Мария знала, но ничего не предпринимала; придворные полагали, что Люси пытается управлять новой королевой по указке Бекингема. Как бы то ни было, к лету 1628 года, лишившаяся своих французских друзей и сформировавшая новый двор королева стала чрезвычайно близка с леди Хей.
В августе 1628 года Бекингем был убит и ситуация изменилась. Отношения Генриетты Марии с мужем стали стремительно улучшаться, постепенно между ними сформировались крепкие узы любви и привязанности; король и королева стали много времени проводить вместе, шутить и веселиться. Генриетта Мария забеременела в первый раз в 1628 году, но ребёнок родился мёртвым или умер вскоре после рождения вследствие тяжёлых родов. В 1630 году королева родила сына, будущего короля Карла II; как отмечал врач Теодор де Майерн, роды были вновь тяжёлыми и едва не стоили Генриетте Марии жизни. К этому моменту Генриетта Мария успешно приняла на себя роль Бекингема как ближайшего друга и советника короля. Несмотря на изгнание французов в 1626 году, английский двор находился под влиянием французского общества; так, предпочтительней при дворе было общение на французском языке, который считался более вежливым, нежели английский. Помимо частого личного общения, Карл писал жене письма, наполненные любовью и адресованные «Милому сердцу» (англ. Dear Heart). Так, 11 января 1645 года Карл писал: «И милое сердце, ты можешь быть уверена, что нет такой опасности, которую я бы не смог пережить, или такой боли, которую я бы не смог вынести, только бы наслаждаться твоей компанией».
Чем крепче становились отношения между королём и королевой, тем меньше Генриетта Мария общалась с Люси Хей; в конце концов, в 1634 году между ними произошёл разрыв. Причины разрыва были неясны, хотя разногласия между королевой и Хей были всегда. К примеру, Хей была ярой протестанткой и вместе с тем вела довольно распутный образ жизни, который королева принять не могла; кроме того, красивая и уверенная в себе Хей затмевала собой Генриетту Марию. Поэтому, как только у королевы наладились отношения с мужем, необходимость в конфидентке отпала.

### Покровительница искусств
Генриетта Мария интересовалась искусством и покровительствовала многочисленным деятелям при дворе. Генриетта Мария и Карл были «убеждёнными и знающими [своё дело] коллекционерами» картин. Королева особенно покровительствовала итальянскому художнику Орацио Джентилески, который прибыл в Англию по просьбе Генриетты Марии в 1626 году вместе со свитой французского фаворита королевы Франсуа де Бассомпьера. Другим любимым художником Генриетты Марии был итальянец Гвидо Рени, а среди миниатюристов — французы Жан Петито и Жак Бордер.
Генриетта Мария стала ключевым покровителем Стюартовских маскарадов, дополнив любовью к ним интерес мужа к живописи и изобразительному искусству. Королева сама участвовала в различных постановках, включая пьесу Salmacida Spolia Уильяма Давенанта в 1640 году. Генриетта также помогала композитору Николасу Ланьеру, который первым удостоился титула мастера королевской музыки; кроме того, королева способствовала получению звания поэта-лауреата Уильямом Давенантом в 1638 году.
Генриетте Марии также нравились скульптура и дизайн. В начале 1630-х годов королева решила перестроить Квинс-хаус и привлекла к работам архитектора и дизайнера Иниго Джонса. Роспись потолков в обновлённом дворце была поручена Орацио Джентилески и его дочери Артемизии. Как и Карл, Генриетта Мария была в восторге от садового дизайна, хотя сама она садоводством не увлекалась. Она наняла французского садовника Андре Молле для создания сада в стиле барокко в Уимблдон-хаусе. Королева поддерживала скульптора-гугенота Юбера ле Суа. Она также оплатила дорогостоящее создание собственной часовни. Несмотря на то, что снаружи часовня была весьма простой, внутреннее убранство, состоявшее из золотых и серебряных реликвариев, картин, статуэток, сада и шикарного алтаря, расписанного Рубенсом, было поистине великолепным; кроме того, в часовне хранилась редкая дароносица, созданная Франсуа Диссаром для представления Святых Даров.

## Во время Английской революции

### Предвоенные годы
К концу 1630-х годов отношения между различными фракциями в английском обществе стали весьма напряжёнными; споры по поводу религии, общественных отношений, морали и политической власти становились всё более очевидными. Решительная позиция королевы в вопросах религии и жизни при дворе означали, что к 1642 году Генриетта Мария стала «весьма непопулярной королевой, которая, по всей видимости, так и не смогла завоевать личное уважение и верность большинства её подданных».
Генриетта Мария оставалась верна своей любви к католичеству и в 1632 году начала строительство новой католической часовни в Сомерсет-хаусе. Открытие часовни в 1636 году сопровождалось пышной церемонией; это церемония и сама часовня вызвали тревогу среди протестантского сообщества. Религиозная деятельность королевы была направлена на создание в стране новой, современной для того времени формы католицизма, и начала Генриетта Мария со своего окружения. Историк Кевин Шарп предполагает, что в конце 1630-х годов в Англии насчитывалось около трёхсот тысяч католиков и, несомненно, они чувствовали себя более комфортно при дворе. В 1638 году Генриетта Мария даже приказала провести заупокойную мессу для отца Ричарда Блаунта в своей частной часовне. Кроме того, королева продолжала участвовать в маскарадах в 1630-х годах, из-за чего столкнулась с критикой со стороны пуритан; в большинстве представлений Генриетта Мария выбирала роли, которые продвигали экуменизм, католицизм и культ платонической любви. Король Карл стал всё чаще подвергаться критике за свою неспособность остановить бурную деятельность жены.
Результатом деятельности королевы стала нетерпимость к ней в протестантской среде, которая постепенно перерастала в ненависть. В 1630 году Александр Лейтон, шотландский врач, был выпорот, заклеймён и покалечен за памфлеты, критиковавшие королеву, после чего был отправлен в тюрьму на всю оставшуюся жизнь. В конце 1630-х годов адвокат Уильям Принн, популярный в пуританской среде, был жестоко покалечен за то, что назвал женщин-актрис шлюхами, чем явно оскорбил королеву. Лондонское общество винило Генриетту Марию в случившемся в 1641 году восстании в Ирландии, которое, как полагали, было организовано иезуитами, с которыми, в свою очередь, считали связанной королеву. Саму Генриетту Марию редко видели в Лондоне, поскольку королевская чета, жаждавшая уединения и тратившая огромные суммы на придворные представления, постепенно исчезала из общественной жизни страны в течение 1630-х годов.
К 1641 году союз парламентариев во главе с Джоном Пимом стал давить на короля. Парламентской фракции удалось добиться ареста и последующей казни советников Карла I — архиепископа Уильяма Лода и графа Стаффорда. Затем Пим обратил внимание на Генриетту Марию, планируя, таким образом, усилить давление на короля. В декабре королю была передана Великая ремонстрация, в которой содержался список злоупотреблений королевской власти. В ремонстрации королеву не называли по имени, но всем было ясно, что она является частью заговора Римско-католической церкви, упомянутого и осуждённого в документе. Многие сторонники королевы подверглись гонениям, среди них был и её конфидент Генри Джермин, обращённый в католичество в 1630-х годах, который вынужден был бежать на континент после первого армейского заговора в 1641 году.
Генриетта Мария призывала мужа занять твёрдую позицию в деле с Пимом и его сторонниками и, как считают некоторые историки, ей удалось уговорить Карла I отдать приказ об аресте своих врагов в парламенте в 1642 году, хотя никаких оснований для этого не было. Французский посол маркиз де ла-Фер-Эмбо советовал быть осторожным с Пимом и примириться с ним, но приказ об аресте был отдан, хотя Пиму и его сторонникам удалось избежать попадания в руки королевских солдат, вероятно по наводке бывшей подруги королевы — Люси Хей. Когда антироялистские настроения были в самом разгаре, королевская чета покинула Уайтхолл и укрылась в Хэмптон-корте. Ситуация неуклонно переходила в открытую войну и в феврале Генриетта Мария отбыла в Гаагу ради собственной безопасности и дабы попытаться разрядить обстановку, возникшую из-за её вероисповедания и близости с королём.

### Первая гражданская война (1642—1646)
В августе 1642 года, когда разразилась гражданская война, Генриетта Мария пребывала в Европе, где занималась сбором средств для нужд роялистов под залог королевских драгоценностей. Таким образом, королева планировала привлечь на сторону мужа принца Оранского и датского короля Кристиана IV. Переговоры по сбору средств оказались весьма непростыми: большая часть драгоценностей была слишком дорогой и в то же время их покупка была весьма рискованной, поскольку в дальнейшем английское правительство могло попытаться вернуть их, заявив, что королева не имела права продавать или отдавать в залог драгоценности, ей не принадлежавшие. В конце концов, Генриетте Марии удалось продать более мелкие украшения, однако в английской прессе это преподносилось так, будто бы королева распродавала имущество короны иностранцам, чтобы закупить оружие для религиозной войны; всё это не прибавило популярности королеве в Англии. Она призывала супруга, находившегося на тот момент в Йорке, принять решительные меры и обеспечить доступ к стратегическому порту в Халле при первой же возможности, гневно отвечая на задержки в принятии мер. В этот период здоровье Генриетты Марии пошатнулось: её мучили зубная и головная боли, а также простуда и кашель.
В начале 1643 года Генриетта Мария предпринимала попытки вернуться в Англию. Первая попытка отплыть из Гааги оказалась неудачной: потрёпанный штормом и чуть было не утонувший корабль, на котором находилась королева, вынужден был вернуться в порт. Генриетта Мария воспользовалась задержкой и убедила голландцев снарядить для короля целый корабль оружия; вопреки неблагоприятному прогнозу её астролога, Генриетта Мария успешно покинула Гаагу в феврале. Королеве удалось избежать нападения флота, собранного парламентом, и высадиться в Бридлингтоне, Йоркшир, с войсками и оружием. Преследовавшие королеву корабли обстреляли город, заставив Генриетту Марию и её сторонников укрыться на соседних полях; королева вернулась в город под огнём, чтобы забрать свою собаку Митте, которая была забыта во время бегства.
Некоторое время королева оставалась в Йорке, где её поддерживал граф Ньюкасл. Генриетта Мария воспользовалась возможностью и обсудила ситуацию к северу от границы с шотландскими роялистами, содействовавшими планам Монтроза и других восставших. Она также поддержала графа Антрима, предложившего решить вопрос с мятежом в Ирландии и морем перебросить оттуда войска в помощь королю. Королева всё также настаивала на невозможности компромиссного окончания войны. Она отказывалась принять личные сообщения от Пима и Хэмпдена, просивших её использовать своё влияние на короля для заключения мирного договора; впрочем, вскоре возможность заключения мирного договора была отвергнута и самим парламентом. Вместе с тем, члены парламенты решали вопрос о сносе часовни королевы в Сомерсет-хаусе и аресте капуцинов, которые поддерживали Генриетту Марию. В марте Генри Мартен и Джон Клотуорти ворвались с войсками в часовню и разрушили алтарь Рубенса, разбили множество статуй и сожгли религиозные полотна, книги и одеяния королевы.
Летом 1643 года Генриетта Мария отправилась на юг, где встретилась с мужем до своего отъезда в Оксфорд. Путешествие через оспариваемый Мидлендс могло оказаться опасным, из-за чего в пути от Стратфорда королеву вызвался сопровождать принц Руперт. Несмотря на трудности, возникавшие в дороге, Генриетта Мария тешила себя пикниками на свежем воздухе и общением с друзьями, встречавшимися с ней по пути. Королева успешно добралась до Оксфорда, принеся с собой свежие припасы; в её честь были написаны стихи, а камергер королевы, Генри Джермин, по её просьбе получил титул от короля.
Осень и зиму 1643 года королева провела вместе с мужем в Оксфорде, где Генриетта Мария постаралась создать подобие довоенного королевского двора. Королева жила в комнатах надзирателя Мертонского колледжа, обставленных королевской мебелью, перевезённой из Лондона. Вместе с Генриеттой Марией в комнатах жили её дама опочивальни графиня Денби, Уильям Давенант и карлики королевы; кроме того, её покои наводняли собаки, в числе которых была и Митте. Атмосфера в Оксфорде соответствовала смешанной атмосфере укреплённого города и королевского двора; королева часто пребывала в состоянии напряжения и беспокойства.
К началу 1644 года военное положение короля стало ухудшаться: силы роялистов на севере попали под давление, и после поражения под Элресфордом в марте, в Оксфорде стало небезопасно. Беременную королеву было решено переправить к западу от Бата. Карл I сопровождал жену до Абингдона, после чего вместе с сыновьями вернулся в Оксфорд; это был последний раз, когда Генриетта Мария виделась с мужем.
Генриетта Мария продолжила путешествие на юго-запад и, миновав Бат, 1 мая 1644 года остановилась в Эксетере в ожидании приближавшихся родов. Между тем, генералы Эссекс и Уоллер, выступавшие на стороне парламента, решили воспользоваться ситуацией: Уоллер собирался отвлечь Карла I, в то время как Эссекс собирался захватить королеву, которая должна была стать ценным предметом торга с королём. К июню войскам Эссекса удалось достичь Эксетера, однако они оказались не самой большой проблемой королевы: состояние здоровья Генриетты Марии было таково, что её смерть при предстоящих родах являлась, по мнению многих, наиболее вероятным исходом. Карл I принял решение доставить к жене Теодора де Майерна, который ранее принимал роды у королевы. Сразу после рождения дочери королева, ещё испытывавшая сильные боли, вынуждена была покинуть Эксетер из-за угрозы, исходившей со стороны графа Эссекса. Из-за рисков, связанных с путешествием, Генриетта Мария приняла решение оставить новорождённую принцессу в Эксетере на попечении Анны Вильерс, известной в то время как леди Далкит. Анна Вильерс затем должна была доставить девочку в Фалмут, где находилась предпоследняя английская крепость, всё ещё верная королю — замок Пенденнис, откуда королева планировала отплыть 14 июля на голландском судне во Францию. Однако из-за состояния здоровья маленькой принцессы, у которой случались конвульсии, Генриетта Мария отплыла во Францию одна. Несмотря на то, что в пути корабль с королевой на борту попал под обстрел кораблей противника, Генриетта Мария успешно добралась до Бреста и оказалась под защитой своих французских родственников.
К концу года положение Карла I окончательно ухудшилось и он стал отчаянно нуждаться в помощи жены по привлечению денежных средств и войск с континента. Кампании 1645 года для роялистов оказались неудачными. Масло в огонь подлили захват и публикация личной переписки королевской четы в 1645 году вскоре после сражения при Несби. В двух решающих столкновениях — сражении при Несби в июне и битве при Лэнгпорте в июле — армия Карла I была уничтожена. В конце концов, в мае 1646 года Карл укрылся с пресвитерианской шотландской армией в Саутуэлле, Ноттингемшир.

### Вторая и Третья гражданские войны (1648—1651)
При поддержке французского правительства Генриетта Мария поселилась в парижском дворце Сен-Жермен, где сформировала собственный двор из изгнанных роялистов во главе с сэром Кенелмом Дигби, назначенным канцлером королевы. Как и в Англии, двор в Париже делился на фракции и был отягощён многочисленными дуэлями и соперничеством. Так, королева вынуждена была арестовать принца Руперта и Джорджа Дигби, которые собирались драться на дуэли, однако ей не удалось предотвратить более позднюю дуэль Джорджа Дигби и Генри Перси и последовавшую за ней дуэль Перси и принца Руперта.
В 1646 году ходили разговоры о том, что принц Карл приедет к матери в Париж; Генриетта Мария была не прочь увидеться с сыном, однако посоветовала Карлу отказаться от поездки, поскольку она могла охарактеризовать его как католического друга Франции. Однако после того, как стало ясно, что роялисты не могут добиться успехов в Англии, Карл принял решение навестить мать в июле 1646 года. В это же время к Генриетте Марии присоединилась сопровождаемая гувернанткой её младшая дочь, Генриетта.
Во Франции Генриетта Мария чувствовала себя всё более подавленной и испуганной. Из Парижа она пыталась убедить Карла принять пресвитерианское правительство в Англии в качестве средства мобилизации шотландской поддержки для повторного вторжения в Англию и свержения парламента. В декабре 1647 года Карл отверг «Четыре билля», предложенные ему парламентом в качестве мирного урегулирования, что привело королеву в ужас. Карл тайно подписал «помолвку» с шотландцами, однако обещая организовать пресвитерианское правительство в Англии, за исключением собственного двора короля. Вторая гражданская война, несмотря на усилия королевы по оказанию военной помощи супругу, окончилась в 1648 году поражением шотландцев и короля.
Король Карл I был обезглавлен 30 января 1649 года, о чём сама Генриетта Мария узнала только в конце февраля. Королева пребывала в шоковом состоянии, которое ещё больше усугубили проблемы с финансами из-за гражданской войны во Франции: со смертью супруга Генриетта Мария, ставшая теперь королевой-матерью, могла рассчитывать только на помощь французского короля, однако тот и сам оказался в трудном положении. В ходе последующей и последней гражданской войны остатки старых роялистских кругов, сопровождавших нового короля в Гааге, стали стягиваться ко двору вдовствующей королевы; среди них оказался и Эдуард Хайд, которого особенно невзлюбила Генриетта Мария. Кроме того, у королевы случился конфликт и с другим новичком при парижском дворе, герцогом Ормондом: когда королева сказала ему, что если бы она была доверенным лицом короля, то никогда не оставила бы Англию, Ормонд, с присущей ему прямотой, заявил, что если бы она не стала доверенным лицом короля, то тому не пришлось бы покидать страну. Власть Генриетты Марии над сыном стала ослабевать и в 1654 году Карл II перевёз свой двор в Кёльн, таким образом лишив мать какого-либо влияния.
Оставшись без власти, королева-мать обратила всё внимание на свою веру и детей, в частности на младшую дочь и младших сыновей. Генриетта Мария попыталась обратить в католичество Генри и Якова. Более зрелый Яков увлёкся католичеством, однако обратился в него только через много лет после смерти матери. Попытки обратить Генри не увенчались успехом и лишь разозлили роялистов и короля. Генриетта же почти с рождения воспитывалась в католичестве, хотя официально была крещена в нём только после смерти отца и окончания Фронды.
В 1651 году Генриетта Мария основала монастырь в Шайо, в котором провела большую часть пятидесятых годов.

## После Реставрации
После окончания Фронды французский двор сделал приоритетным поиск невесты для молодого короля. Генриетта Мария стала намекать на союз младшей дочери, Генриетты, и Людовика XIV, но королева Анна отвергла эту идею, предпочтя Генриетте дочь своего брата Филиппа IV, Марию Терезию. Людовик XIV и Мария Терезия поженились в июне 1660 года, после чего Анна обратила внимание на своего второго, ещё неженатого сына Филиппа, герцога Орлеанского. В это же время проживавшая в шато-де-Коломб, личной резиденции за пределами Парижа, Генриетта Мария узнала о реставрации монархии в Англии и провозглашении королём её сына Карла II; Генриетта Мария вместе с дочерью вернулась в Париж. Это судьбоносное изменение заставило Филиппа Орлеанского, известного бисексуала, с которым была связана серия скандальных историй, просить руки принцессы Генриетты.
Генриетта Мария собиралась вернуться в Англию, чтобы расплатиться с долгами, обеспечить приданое для дочери и предотвратить объявление о заключении брака герцога Йоркского с Анной Хайд, бывшей фрейлиной принцессы Марии, старшей дочери королевы. В это же время, в сентябре 1660 года, от оспы умер другой сын Генриетты Марии, герцог Глостер. В октябре Генриетта Мария с дочерью отправилась из Кале в Дувр, где остановилась в Дуврском замке. Предотвратить объявление о браке сына с Хайд не удалось: Анна была беременна и 22 октября того же года она родила сына; кроме того, на браке настаивал сам король Карл II, считавший, что сильный характер Анны окажет положительное влияние на его безвольного брата. Генриетта Мария не разделяла мнения своего царственного сына, поскольку испытывала неприязнь к отцу Анны, графу Кларендону.
Возвращение вдовствующей королевы в Англию не вызвало восторга в обществе: как отмечал Сэмюэл Пипс, в честь неё было зажжено только три небольших костра; он также описывал Генриетту Марию как «очень маленькую обыкновенную старую женщину и ничто… не отличало её от других простых женщин». Генриетта Мария поселилась в Сомерсет-хаусе и получала щедрую пенсию. 22 ноября от французского двора младшей дочери Генриетты Марии поступило официальное предложение о браке с Филиппом Орлеанским. Вдовствующая королева вместе с дочерью собиралась отправиться во Францию в ближайшее время, однако смерть от оспы её старшей дочери Марии, принцессы Оранской, задержала отъезд. В конце концов, Генриетта Мария в сопровождении Карла II, Руперта Пфальцского и Генриетты покинула Англию в январе 1661 года. 30 марта принцесса Генриетта и Филипп Орлеанский подписали брачный контракт в Пале-Рояль; официальная церемония состоялась на следующий день.
После свадьбы младшей дочери Генриетта Мария вернулась в Англию и планировала остаться здесь навсегда, но в 1665 году она заболела бронхитом, в чём винила погоду Англии. Вдовствующая королева вернулась в Париж в конце того же года. Здесь она стала свидетельницей рождения своей внучки Анны Марии в августе 1669 года; Анна Мария впоследствии стала бабушкой французского короля Людовика XV, что сделало Генриетту Марию предком большинства современных королевских семей. В 1668 году вдовствующую королеву в шато-де-Коломб навестила другая внучка, трёхлетняя Анна, дочь герцога и герцогини Йоркских, нуждавшаяся в лечении глазного заболевания; Анна прожила с бабушкой вплоть до её смерти, а затем оставалась во Франции под присмотром дочери Генриетты Марии герцогини Орлеанской.
Вдовствующая королева умерла в сентябре 1669 года в резиденции шато-де-Коломб близ Парижа. За несколько дней до смерти Генриетта Мария планировала окончательно перебраться в монастырь в Шайо, где собиралась оставаться до конца жизни, однако в это время её стали мучить боли и бессонница. Король Людовик XIV отправил к тётке своего врача, который посоветовал Генриетте Марии принять дозу опиатов в качестве болеутоляющего. Генриетта Мария, боявшаяся быть отравленной, отказалась. Тогда ей было предложено другое лекарство, по уверениям доктора, не содержавшее опиатов. Генриетта Мария приняла лекарство и через несколько часов умерла. Позднее стало ясно не только то, что настойка, которую приняла вдовствующая королева, содержала опиаты, но и то, что доза оказалась чрезмерной. Тело Генриетты Марии похоронили в базилике Сен-Дени, а её сердце, помещённое в серебряный ларец, было захоронено в монастыре Шайо. 16 октября 1793 года могила Генриетты Марии в числе прочих была осквернена по инициативе Национального конвента.

## Наследие
В 1631 году во время экспедиции по Северо-Западному проходу на корабле «Генриетта Мария» капитан Томас Джеймс назвал в честь королевы северо-западный мыс залива Джеймс. Штат США Мэриленд также был назван в честь Генриетты Марии. Джордж Калверт представил проект устава колонии, оставив графу с названием пустым, полагая, что Карл I назовёт колонию в свою честь. Однако, поскольку в честь Карла I уже была названа провинция Каролина, король предпочёл назвать колонию в честь жены и в уставе было записано название «Земля Марии, англизированное Мэриленд» (лат. Terra Mariae, anglicize, Maryland). Английское название оказалось предпочтительнее латинского отчасти из-за ассоциации Mariae с испанским иезуитом Хуаном де Мариана.
Многочисленные рецепты из книги Кенелма Дигби The Closet of the Eminently Learned Sir Kenelme Digbie Kt. Opened приписываются королеве Генриетте Марии.
Вскоре после смерти Генриетты Марии шато-де-Коломб, в котором она жила во время изгнания и в последние годы, было переименовано в шато королевы Генриетты (фр. Le château de la Reine Henriette). Шато было разрушено в 1846 году, однако улица и школа по прежнему носят имя Генриетты Марии.

## В культуре
Генриетта является одним из второстепенных персонажей романа Дюма «Двадцать лет спустя», а также двух его экранизаций: французской (1922; роль исполнила Джин Перли) и российско-французской (1992; роль исполнила Елена Караджова). Королева Генриетта также является персонажем оперы Беллини «Пуритане». Генриетта Мария появляется в историческом триллере Эндрю Суонстона «Шпион короля» (англ. The King's Spy).
Королева также является главной героиней исторического романа Джин Плейди «Верная в любви» (англ. Loyal in Love; первоначально издавался под названием «Сама себе враг» (англ. Myself, My Enemy)), а также второстепенным персонажем романа «Жена весёлого монарха» (англ. The Merry Monarch's Wife), описывающего жизнь невестки Генриетты Марии, Екатерины Брагансской. Кроме того, Генриетта Мария появляется в романах Плейди «Стюартовской саги»: «Принц-странник» (англ. The Wandering Prince), «Да здравствует Его Величество!» (англ. A Health Unto His Majesty), «Здесь покоится наш верховный повелитель» (англ. Here Lies Our Sovereign Lord). Все три романа также переиздавались сборником под названием «Любовь Карла II» (англ. The Loves of Charles II).
Королева Генриетта Мария также появляется мини-сериале «Последний король» (2003; роль исполнила Дайана Ригг) и фильме «Минетта» (2010; роль исполнила Нэнси Хэллок).

## Герб, титулование и генеалогия

### Герб
Герб Генриетты Марии основан на гербе её мужа, объединённом с гербом её отца. Щит увенчан короной святого Эдуарда. Щитодержатели: на зелёной лужайке золотой, вооружённый червленью и коронованный такой же короной леопард [восстающий лев настороже] и ангел.
Щит разделён надвое: справа — английский королевский герб Стюартов (начетверо: в первой и четвёртой частях королевский герб Англии [в 1-й и 4-й частях в лазоревом поле три золотых лилии (французский королевский герб), во 2-й и 3-й частях в червлёном поле три золотых вооружённых лазурью леопарда (идущих льва настороже), один над другим (Англия)]; во второй части в золотом поле червлёный, вооружённый лазурью лев, окружённый двойной процветшей и противопроцветшей внутренней каймой [Шотландия]; в третьей части в лазоревом поле золотая с серебряными струнами арфа [Ирландия]).
Слева: надвое, в первой части в лазоревом поле три золотых лилии (французский королевский герб); во второй части в червлёном поле золотые цепи, уложенные в прямой и косой крест и по периметру щита; в центре щита — зелёный изумруд [Наварра].

### Титулование
- 25 ноября 1609 — 13 июня 1625: Её Высочество принцесса Генриетта Мария Французская
- ок. 10 февраля 1619 — 13 июня 1625: мадам Руаяль[144]
- 13 июня 1625 — 30 января 1649: Её Величество королева[4]
- 30 января 1649 — 10 сентября 1669: Её Величество королева-мать[145]

## Потомство
Всего Генриетта Мария родила девять детей:
- Чарльз Джеймс (мертворождённый, 13 мая 1629[6])
- Карл (1630—1685) — король Англии, Шотландии и Ирландии; был женат на Екатерине Брагансской, единственной пережившей младенчество дочери короля Португалии Жуана IV и аристократки Луизы де Гусман. У Карла было тринадцать детей от различных любовниц, однако законных детей он не имел и наследовал ему младший брат Яков II[147].
- Мария Генриетта (1631—1660) — была замужем за Вильгельмом II, принцем Оранским, штатгальтером Республики Соединённых провинций. У Марии был только один ребёнок — сын Вильгельм, принц Оранский, который благодаря браку с Марией II, дочерью Якова II, стал королём Англии, Шотландии и Ирландии[148].
- Яков (1633—1701) — герцог Йоркский, затем король Англии, Шотландии и Ирландии. Яков был дважды женат: первым браком на Анне Хайд, дочери Эдуарда Хайда, герцога Кларендона, и Фрэнсис Эйлсбери; вторым — на Марии Моденской, дочери Альфонсо IV д’Эсте, герцога Модены и Реджио, и Лауры Мартиноцци. В браке с Хайд у Якова было четверо сыновей и четыре дочери, однако зрелого возраста достигли только Мария и Анна[149]. В браке с Марией Моденской у Якова было десять детей, из которых зрелого возраста достигли также только двое — Джеймс Фрэнсис Эдуард и Луиза Мария. Наследником Якова должен был стать именно Джеймс, однако его рождение сопровождалось скандалом и обвинением Якова и Марии Моденской в подмене умершего сына другим младенцем[150]; кроме того, Мария и Анна воспитывались в протестантизме по настоянию их дяди-короля[151] и были замужем за принцами-протестантами, в то время как Джеймс и Луиза Мария были католиками, как и их родители. Английская протестантская оппозиция не желала возвращения в страну католицизма как основной религии и в итоге произошла Славная революция, в результате которой Яков был свергнут и бежал во Францию. На троне одна за другой оказались его старшие дочери Мария и Анна, а после смерти последней, в уже объединённом королевстве, воцарилась ганноверская династия во главе с Георгом I.
- Елизавета (1635—1650[152]) — планировалось обручение принцессы с Вильгельмом II Оранским, однако позднее в жёны принцу была выбрана старшая сестра Елизаветы, Мария; скончалась от пневмонии.
- Анна (1637—1640[152]) — умерла в возрасте трёх лет от туберкулёза, развившегося в результате неправильного строения внутренних органов[153].
- Екатерина (29 января 1639[152]) — была крещена сразу после рождения и прожила всего около получаса после этого[154].
- Генри (1640—1660[152]) — герцог Глостерский; умер от оспы[118][119].
- Генриетта Анна (1644—1670[152]) — была замужем за Филиппом I, герцогом Орлеанским; Генриетта родила четверых детей[119], из которых зрелого возраста достигли только две дочери — Мария Луиза и Анна Мария. Принцесса сыграла большую роль в заключении Дуврского договора, вскоре после подписания которого Генриетта умерла. Обстоятельства смерти принцессы были таковы, что многие современники посчитали, что Генриетта была отравлена, однако официально причиной смерти стал гастроэнтерит[155]. Потомки Генриетты оказались старшими в доме Стюартов после пресечения его мужской линии вместе со смертью Генриха Стюарта в 1807 году. Однако они были отстранены от престолонаследия Англии и Шотландии в 1701 году из-за принадлежности к католической религии.